# Tedania reticulata
Tedania reticulata är en svampdjursart som beskrevs av Thiele 1903. Tedania reticulata ingår i släktet Tedania och familjen Tedaniidae. Inga underarter finns listade i Catalogue of Life.